# Dent de Corjon
La dent de Corjon est un sommet des Préalpes vaudoises dans le canton de Vaud en Suisse. Elle se trouve à l'ouest de Rossinière. C'est le point culminant du chaînon montagneux qui se situe entre la vallée de l'Hongrin et la Sarine, au nord du lac de l'Hongrin.